# NGC 5083
NGC 5083 في الفهرس العام الجديد، هي مجرة، تقع في كوكبة السلوقيان. اكتشفت في 14 يونيو 1885 بواسطة لويس سويفت.

## روابط خارجية
- NGC 5083 على موقع ويكي سكاي: DSS2, SDSS, GALEX, IRAS, Hydrogen α, X-Ray, Astrophoto, Sky Map, Articles and images